# Argentine aux Jeux olympiques d'été de 1924
L'équipe olympique argentine participe aux Jeux olympiques d'été de 1924 à Paris. Elle y remporte six médailles : une en or, trois en argent et deux en bronze, se situant à la seizième place des nations au tableau des médailles. L'athlète Enrique Thompson est le porte-drapeau d'une délégation argentine comptant 77 sportifs (81 hommes).

## Les médaillés argentins
| Médaille                            | Nom                                                                                      | Sport      | Compétition               |
| ----------------------------------- | ---------------------------------------------------------------------------------------- | ---------- | ------------------------- |
| Médaille d'or, Jeux olympiques      | Arturo Kenny Juan Miles (en) Guillermo Naylor (en) Juan Nelson (en) Enrique Padilla (en) | Polo       |                           |
| Médaille d'argent, Jeux olympiques  | Luis Brunetto                                                                            | Athlétisme | Triple saut               |
| Médaille d'argent, Jeux olympiques  | Hector Mendez                                                                            | Boxe       | Poids welters, (-66,7 kg) |
| Médaille d'argent, Jeux olympiques  | Alfredo Copello                                                                          | Boxe       | Poids légers, (-61,2 kg)  |
| Médaille de bronze, Jeux olympiques | Pedro Quartucci                                                                          | Boxe       | Poids plumes, (-57,2 kg)  |
| Médaille de bronze, Jeux olympiques | Alfredo Porzio                                                                           | Boxe       | Poids lourds, (+79,4 kg)  |